# El detectiu Conan: La nau perduda al cel
El detectiu Conan: La nau perduda al cel (名探偵コナン　天空の難破船, Meitantei Konan: Tenkū no Rosuto Shippu) és una pel·lícula d'anime japonesa estrenada el 17 d'abril del 2010. És el catorzè film basat en la sèrie manga Detectiu Conan de Gosho Aoyama. Va recaptar 3.100 milions de iens al Japó i fou nominat als Premis de l'Acadèmia Japonesa del 2011 com a millor film d'animació. Es va estrenar doblada al català el 16 de novembre del 2019.

## Argument
En un dirigible que vola de Tòquio cap a Osaka es trasllada una joia que en Kaito Kid vol robar. Però el no sap és que dins el dirigible també hi viatgen en Conan i els seus amics, el professor Agasa i la Sonoko, que faran tot el que estigui a les seves mans per evitar-ho.

## Doblatge
| Shinichi Kudo                     | Kappei Yamaguchi   | Òscar Muñoz           |
| Conan Edogawa                     | Minami Takayama    | Joël Mulachs          |
| Ran Mouri                         | Wakana Yamazaki    | Núria Trifol          |
| Kogoro Mouri                      | Akira Kamiya       | Jordi Royo            |
| Kaito Kid                         | Kappei Yamaguchi   | Jordi Nogueras        |
| Genta Kojima                      | Wataru Takagi      | Miquel Bonet          |
| Mitsuhiko Tsuburaya               | Ikue Ōtani         | Elisabet Bargalló     |
| Ayumi Yoshida                     | Yukiko Iwai        | Berta Cortés          |
| Ai Haibara                        | Megumi Hayashibara | Roser Aldabó          |
| Dr. Hiroshi Agasa                 | Kenichi Ogata      | Fèlix Benito          |
| Sonoko Suzuki                     | Naoko Matsui       | Eva Lluch             |
| Heiji Hattori                     | Ryo Horikawa       | Hernan Fernández      |
| Kazuha Toyama                     | Yuko Miyamura      | Mònica Padrós         |
| Inspector Megure                  | Chafūrin           | Ramon Canals          |
| Wataru Takagi                     | Wataru Takagi      | Marc Gómez            |
| Miwako Sato                       | Atsuko Yuya        | Meritxell Sota        |
| Ninzaburo Shiratori               | Kazuhiko Inoue     | Josep Maria Mas       |
| Kazunobu Chiba                    | Isshin Chiba       | Aleix Estadella       |
| Ginzo Nakamori                    | Unsho Ishizuka     | Eduard Itchart        |
| Jirokichi Suzuki                  | Ichiro Nagai       | Joan Massotkleiner    |
| Toshiro Odagiri                   | Koji Nakada        | Josep Maria Mas       |
| Heizo Hattori                     | Takehiro Koyama    | Josep Maria Mas       |
| Ginshiro Toyama                   | Shinji Ogawa       | Santi Lorenz          |
| Tadayoshi Uno                     | Kaneomi Oya        | Miquel Bonet          |
| Tsuyoshi Shikatsuno               | Masahi Hirose      | Josep Maria Mas       |
| Líder dels Gats Siamesos Vermells | Ryuzaburo Otomo    | Pedro Molina          |
| Kasumi Nishitani                  | Sawa Ishige        | Marta Moreno          |
| Junpei Ishimoto                   | Tomoaki Ikeda      | Marc Torrents Manresa |
| Masaki Mizukawa                   | Yuji Machi         | Ivan Cànovas          |
| Takamichi Fujioka                 | Keiichi Noda       | Àlex Messeguer        |
| Kyosuke Itagaki                   | (Desconegut)       | Santi Lorenz          |
| Mitsuhiro Asano                   | Toru Okawa         | Alex Molina           |
| Satoshi Kawaguchi                 | Nozomi Ohashi      | Irene Miràs           |
| Font: Anime News Network          |                    |                       |